# De vier dochters Bennet
De vier dochters Bennet is een zesdelige Nederlandse televisieserie van de NCRV uit 1961/62. Het is een bewerking van de roman Pride and Prejudice van Jane Austen. De rol van Mr. Darcy werd gespeeld door Ramses Shaffy en Lies Franken vertolkte Elisabeth Bennet. Andere rollen waren weggelegd voor Mien Duymaer van Twist, Joan Remmelts, Ann Hasekamp, Liselot Beekmans, Marja Habraken, IJda Andrea en Rie Gilhuys. Verantwoordelijk regisseur was Peter Holland.
Het draaiboek was gebaseerd op een versie van de BBC. Gemiddeld zat er tussen elke aflevering echter een maand wachttijd; dit lijkt de reden te zijn dat de serie niet zo succesvol is geweest.